# Arashi Single Collection 1999–2001
Arashi Single Collection 1999–2001 (嵐 Single Collection 1999-2001?) es el primer grandes éxitos de la boy band japonesa Arashi que fue lanzado el 16 de mayo de 2002. El álbum es el primer álbum del grupo bajo la discográfica J Storm.

## Información del álbum
El álbum contiene todos los sencillos de la banda que lanzó desde su creación en 1999 hasta 2001, así como varias pistas del álbum.

## Lista de pistas
| CD  |                                   |                              |                            |          |  |
| N.º | Título                            | Letras                       | Música                     | Duración |  |
| 1.  | «Arashi»                          | J&T                          | Kōji Makaino (馬飼野康二?) | 4:29     |  |
| 2.  | «Ashita ni Mukatte»               | Yūzou Otsuka (大塚雄三?)     | Makaino                    | 4:35     |  |
| 3.  | «Sunrise Nippon»                  | F&T                          | Makaino                    | 4:45     |  |
| 4.  | «Horizon»                         | Takeshi                      | Shin Tanimoto (谷本新?)    | 4:32     |  |
| 5.  | «Typhoon Generation»              | Yōji Kubota (久保田洋司?)    | Makaino                    | 5:01     |  |
| 6.  | «Asu ni Mukatte Hoero»            | Maria Kuze (久世まりあ?)     | Tanimoto                   | 5:22     |  |
| 7.  | «Kansha Kangeki Ame Arashi»       | Nobuyoshi Tozawa (戸沢暢美?) | Makaino                    | 4:49     |  |
| 8.  | «Ok! All Right! Ii Koi wo Shiyou» | Yōji Kubota                  | Tanimoto                   | 4:34     |  |
| 9.  | «Kimi no Tame ni Boku ga Iru»     | Kōhei Ōkura (大倉浩平?)      | Makaino                    | 3:46     |  |
| 10. | «Hanasanai!»                      | Emi Makiho (牧穂エミ?)       | Seikou Nagaoka (長岡成貢?) | 4:59     |  |
| 11. | «Jidai»                           | Tsukasa                      | Tsukasa                    | 4:56     |  |
| 12. | «Koi wa Breakin»                  | Maria Kuze (久世まりあ?)     | Makaino                    | 4:37     |  |

## Lanzamientos
| Región | Fecha                                           |
| ------ | ----------------------------------------------- |
| Japón  | 16 de mayo de 2002 (22 años, 10 meses y 1 día)  |
| Taiwán | 5 de junio de 2002 (22 años, 9 meses y 12 días) |